# ملعب سوهاج الرياضي
ستاد سوهاج الرياضي هو الإستاد الرئيسي بمحافظة سوهاج. يقع في حي شرق بمدينة ناصر، وهو من أكبر الإستادات في صعيد مصر حيث يضم ملعب كرة قدم بمواصفات عالميه، ويسع لأكبر من 20 الف مشجع، ويضم حمام سباحه أولمبي بمواصفات قياسيه دوليه كما يضم صالة مغطاة لكرة اليد والباسكت والعديد من الألعاب الجماعيه الأخرى والفردية. وكما يضم أيضا صالة لألعاب القوى والتأهيل البدني والعلاج الطبيعي وبه مسجد وحديقه كبيرة وصالة افراح.
وكان قد أختير الإستاد لإقامة مباريات من الدوري المصري الممتاز بين الزمالك والجونة والأهلي والجونة في موسم 2009/2010 في الدور الثاني نظرا لقرب محافظة سوهاج من محافظة البحر الأحمر والتي يمثلها فريق الجونه نظرا لإجراء ترميمات في ستاد الجونه ذلك الفريق الذي يمثل الصعيد في الدوري الممتاز في ظل غياب نادي سوهاج عن الدوري الممتاز وفشله في الصعود هذا الموسم.